# Лопатка (мис)
50°51′53″ пн. ш. 156°39′54″ сх. д. / 50.864722222222° пн. ш. 156.665° сх. д.
Мис Лопа́тка — мис на березі Першої Курильської протоки Охотського моря на території Південно-Камчатського заказника, найпівденніша точка півострова Камчатки. Адміністративно — територія Єлізовського району Камчатського краю Російської Федерації.
На картах і кресленнях XVIII століття мис був позначений також під назвами — Ніс, Камчадальський Ніс, Курильська Лопатка, Південний кут. Сучасну назву обґрунтував камчатський дослідник Степан Крашенинников, пояснюючи подібність обрисів мису з однойменної частиною людського тіла — лопатки. При цьому в російських сибірських говорах слово «лопаток» означає плоский мис і піщану мілину.
На мисі знаходиться прикордонна застава і метеостанція, встановлений маяк; раніше розташовувалось найпівнічніше поселення айнів. Рельєф — низинний (висота до 20 м), тундровий. Частина території заболочена і відрізняється великою кількістю тундрових озер. Береги піщані та галькові. Від берега в глибину материка тягнуться невисокі піщані ували дюнного характеру, які потім переходять у пагорби. 

## З історії
- У 1737 році на мисі зареєстроване найвище цунамі — 64 м[5];
- У 1920 році біля мису розбився сторожовий корабель «Командор Беринг»[4].

## Клімат
Незважаючи на свою помірну широту, потужна Курильська течія на західному фланзі Алеутської депресії надають мису холодний і дуже вологий полярний клімат, який зазвичай зустрічається на 20 ° північної широти або 2200 км північніше. Але, на відміну від типового полярного клімату, зима лише помірно виражена, і вічна мерзлота відсутня, оскільки середня річна температура становить близько 1,6 °C, тоді як температура ніколи не падає нижче -21,0 °C . Тим не менш, потужні вітри, що переважають протягом року, посилюють відчуття холоду. Літо м'яке, але надзвичайно похмуре з щорічними годинами сонця близько 1050 на рік, що можна порівняти з Рейк'явіком або надзвичайно туманним районом Сичуань. Найбільше сонячних годин у найвологіші місяці вересень і жовтень, коли сильний дощ розвіює туман, але ясні дні надзвичайно рідкі в будь-який час року.
| Клімат Мис Лопатка                         | Клімат Мис Лопатка | Клімат Мис Лопатка | Клімат Мис Лопатка | Клімат Мис Лопатка | Клімат Мис Лопатка | Клімат Мис Лопатка | Клімат Мис Лопатка | Клімат Мис Лопатка | Клімат Мис Лопатка | Клімат Мис Лопатка | Клімат Мис Лопатка | Клімат Мис Лопатка | Клімат Мис Лопатка |
| Показник                                   | Січ.               | Лют.               | Бер.               | Квіт.              | Трав.              | Черв.              | Лип.               | Серп.              | Вер.               | Жовт.              | Лист.              | Груд.              | Рік                |
| Абсолютний максимум, °C                    | 3,1                | 1,7                | 4,5                | 10,5               | 13,5               | 16,6               | 18,5               | 17,5               | 17,8               | 12,7               | 10,4               | 5,2                |                    |
| Середній максимум, °C                      | −3,2               | −3,8               | −2,4               | 0,0                | 2,9                | 6,5                | 9,7                | 11,4               | 10,7               | 7,1                | 2,1                | −1,3               | 3,3                |
| Середня температура, °C                    | −4,7               | −5,4               | −4                 | −1,3               | 1,3                | 4,5                | 7,8                | 9,5                | 8,8                | 5,4                | 0,4                | −2,8               | 1,6                |
| Середній мінімум, °C                       | −6,3               | −7,1               | −5,5               | −2,5               | 0,1                | 3,2                | 6,5                | 8,2                | 7,3                | 3,8                | −1,3               | −4,4               | 0,2                |
| Абсолютний мінімум, °C                     | −21                | −18,7              | −17,3              | −9                 | −5                 | −1,3               | 1,0                | 3,5                | 2,3                | −2,1               | −7,2               | −13,2              |                    |
| Середня кількість сонячних годин на місяць | 65                 | 83                 | 122                | 112                | 87                 | 72                 | 61                 | 86                 | 131                | 115                | 66                 | 52                 |                    |
| Норма опадів, мм                           | 74.8               | 58.0               | 55.4               | 44.0               | 46.5               | 43.6               | 63.9               | 91.0               | 84.8               | 104.1              | 79.9               | 73.2               |                    |
| Днів з опадами                             | 20,4               | 18,7               | 18,8               | 14,8               | 12,4               | 11,9               | 13,1               | 14,1               | 13,1               | 18,2               | 20,0               | 19,7               | 195,3              |
| ------------------------------------------ | ------------------ | ------------------ | ------------------ | ------------------ | ------------------ | ------------------ | ------------------ | ------------------ | ------------------ | ------------------ | ------------------ | ------------------ | ------------------ |

## Рослинний і тваринний світ
На мисі практично немає лісів, значну частину його площі займають зарості кедрового і вільхового сланця. Мілководні прибережні акваторії характеризуються великою кількістю бурих водоростей. 
Тут знаходиться одне з найбільших місць проживання калана, популяція якого біля берегів мису налічує близько тисячі особин. Сильні шторми змушують каланів виходити на сушу, де вони створюють щільні лежбища на кам'янистих мисах і невеликих островах. Унікальну фауну цього півострова охороняють з XIX століття. Так у 1897 році тут організували сезонну охорону лежбищ калана. Поблизу берегів кілька кам'яних рифів, які служать тимчасовим лежбищем сивучів.
Висока щільність міграцій птахів. Восени сюди злітаються птахи, що прямують на південь, перетинаючи обидва узбережжя півострова Камчатки. На території мису мешкає значна кількість лисиць, а також зайці, росомахи, бурі ведмеді, горностаї. 